# واقع‌گرایی خام (روان‌شناسی)
در روان‌شناسی اجتماعی، واقع‌گرایی خام، به معنی گرایش بشر به این باور است که ما جهان پیرامون خود را به صورت عینی می‌بینیم و مخالفان ما، بی اطلاع، بی‌خرد یا سوگیر هستند.
واقع‌گرایی خام، مبانی نظری برای چندین سوگیری شناختی دیگر را فراهم می‌کند که به هنگام تفکر و تصمیم‌گیری، انسان را دچار اشتباه‌های نظام‌مند می‌کنند. این موارد می‌توانند شامل اثر اجماع کاذب، سوگیری بازیگر-مشاهده‌گر، نقطه کور سوگیری و خطای بنیادی برچسب‌زدن و غیره بشوند.
این اصطلاح که امروزه در روان‌شناسی بسیار کاربرد دارد، توسط روان‌شناس اجتماعی، لی راس و همکارانش در دهه ۱۹۹۰ ساخته شد. واقع‌گرایی خام با مفهوم واقع‌گرایی خام در فلسفه که به معنی درک مستقیم و بی‌مداخله اشیاء است، ارتباط دارد. روانشناسان اجتماعی در اواسط قرن ۲۰ علیه واقع‌گرایی خام استدلال کردند که ادراک ذاتاً ذهنی است.
چندین روانشناس اجتماعی برجسته، واقع گرایی خام را به صورت تجربی مطالعه کرده‌اند که از آن جمله می‌توان به لی راس، اندرو وارد، دیل گریفین، امیلی پرونین، توماس گیلوویچ، رابرت رابینسون و داچر کلتنر اشاره کرد. در سال ۲۰۱۰، کتاب راهنمای روانشناسی اجتماعی، واقع‌گرایی خام را به عنوان یکی از "چهار بینش سخت پیرامون ادراک، اندیشه، انگیزه و رفتار انسان برشمرد که … نشان دهنده مشارکتهای مهم و به‌شدت بنیادی روانشناسی اجتماعی است ."

## فرضیه‌های اصلی
لی راس و همکار روانشناسش، اندرو وارد، سه پیش‌فرض به‌هم پیوسته یا سه «اصل» را برشمرده‌اند که واقع‌گرایی خام را شکیل می‌دهند. آنها استدلال می‌کنند که این مفروضات با اندیشه‌های متفکران در زمینه روانشناسی اجتماعی و نیز با چندین مطالعه تجربی پشتیبانی می‌شوند. طبق مدل آنها، افراد:
- باور دارند که جهان را عینی و بدون تعصب می‌بینند.
- انتظار دارند که دیگران، چنانچه در معرض همان اطلاعاتی باشند که آن‌ها دارند و آن اطلاعات را به روشی منطقی تفسیر کنند، به همان نتیجه برسند که آن‌ها رسیده‌اند.
- تصور می‌کنند دیگران که عقاید مشابه ندارند، نادان، غیر منطقی یا مغرض هستند.[۱]

## تاریخچه
واقع‌گرایی خام از یک سنت ذهنیت‌گرایانه در روان‌شناسی اجتماعی نوین ناشی می‌شود که ریشه آن را به یکی از بنیانگذاران این رشته به نام کورت لوین، روانشناس آلمانی-آمریکایی مرتبط می‌دانند. لوین به شدت تحت تأثیر روان‌شناسی گشتالت، یک مکتب فکری قرن بیستم که در آن، کُل، چیزی بیش از اجزاء در نظر گرفته می‌شوند، قرار داشت.
از دهه ۱۹۲۰ تا دهه ۱۹۴۰، لوین روشی را برای مطالعه رفتار انسان ایجاد کرد که آن را نظریه زمینه نامید. نظریه زمینه یا میدان بیان می‌کند که رفتار فرد تابعی از فرد و محیط است. لوین محیط روانشناختی فرد یا «فضای زندگی» را ذهنی و در نتیجه متمایز از واقعیت جسمی می‌دانست.
در این دوره زمانی، اندیشه‌های ذهنیت‌گرایانه در سایر حوزه‌های روان‌شناسی نیز گسترش یافت. به عنوان مثال، ژان پیاژه، روان‌شناس رشد، استدلال کرد که کودکان از دریچه خود محوری به جهان نگاه می‌کنند و در تفکیک قائل شدن میان باورهای خود و اعتقادات دیگران مشکل دارند.
در دهه‌های ۱۹۴۰ و ۱۹۵۰، پیشگامان نخستین روان‌شناسی اجتماعی، دیدگاه ذهنیت‌گرایی را در زمینه ادراک اجتماعی به‌کار گرفتند. در سال ۱۹۴۸، دو روان‌شناس به نام‌های دیوید کرتچ و ریچارد کراچفیلد، استدلال کردند که مردم، جهان را مطابق «نیازهای خود، مفاهیم خود، شخصیت خود و الگوهای شناختی مربوط به خودشان که قبلاً شکل گرفته‌اند»، درک و تفسیر می‌کنند.
گوستاو ایچایزر، روان‌شناس اجتماعی، با اشاره به چگونگی ایجاد سوء تفاهم در روابط اجتماعی به واسطه تعصبات در ادراک افراد، این ایده را گسترش داد. به گفته ایچایزر، "ما تمایل داریم که سردرگمی خود ناشی از تجربه اینکه دیگران دنیا را متفاوت از ما می‌بینند را، با بیان این که این دیگران، به دلیل نقصان‌های پیش پا افتاده ذهنی یا اخلاقی، قادر نیستند چیزها را 'همان‌طور که واقعاً هستند' دیده و نسبت به آن‌ها 'به‌صورت عادی' واکنش نشان دهند، را برطرف کنیم. البته بدین ترتیب، ما به‌تلویح اشاره می‌کنیم که همه چیز در واقع همانگونه است که ما می‌بینیم و روشهای ما روشهای عادی است. "
سالومن اش، روان‌شناس اجتماعی برجسته که تحت تأثیر مکتب گشتالت پرورش یافته‌است، استدلال کرده‌است که مردم، با هم اختلاف نظر دارند؛ چراکه قضاوت‌های خود را بر اساس تفاسیر مختلف یا شیوه‌های گوناگون بررسی مسائل بنا می‌کنند. با این حال، آنها خیال می‌کنند که قضاوت‌هایشان در مورد جهان اجتماعی، عینی است. به گفته سالومن در کتاب روانشناسی اجتماعیاش در سال ۱۹۵۲: "این نگرش، که به درستی، واقع‌گرایی خام توصیف شده‌است، هیچ مشکلی در واقعیت درک یا شناخت محیط اطراف نمی‌بیند. همه چیز همان است که به نظر می‌رسد و چیزها خصوصیاتی دارند که تنها در قوه بینایی و لامسه درک می‌شوند. " با این حال، این نگرش شرایط واقعی دانش ما از محیط پیرامون را توصیف نمی‌کند."

## شواهد تجربی

### آن‌ها یک بازی تماشا کردند
در یک مطالعه اساسی در روان‌شناسی اجتماعی، که در مقاله ای به سال ۱۹۵۴ منتشر شد، دانش آموزان کالج دارتموث و دانسگاه پرینستون، ویدیویی از یک بازی فوتبال داغ بین این دو مدرسه را تماشا کردند. اگرچه آنها به یک فیلم نگاه می‌کردند، هواداران هر دو تیم، بازی را بسیار متفاوت درک می‌کردند. دانش آموزان پرینستون «دیدند» تیم دارتموث دو برابر بیشتر از تیم خود تخلف می‌کند، و همچنین آنها دیدند که این تیم در مقایسه با تیم دارتموث دو برابر تخلف می‌کند. دانش آموزان دارتموث این بازی را به‌طور یکنواخت و خشونت‌آمیز قلمداد کردند، که در آن مقصر هر دو طرف بودند. این مطالعه نشان داد که دو گروه، یک واقعه را به‌طور منحصر به فرد درک می‌کنند. هر تیم، این رویداد را عینی قلمداد کرد و ادراک طرف مقابل از این رویداد را سوگیرانه قلمداد نمود.

### اثر اجماع کاذب
یک مطالعه در سال ۱۹۷۷ توسط راس و همکارانش شواهد اولیه ای را در مورد سوگیری شناختی به نام اثر اجماع کاذب ارائه نمود. اثر اجماع کاذب بدین معنی است که مردم گرایش دارند میزان اشتراک نظرات دیگران را بیش از حد ارزیابی کنند. این سوگیری از دو اصل نخستین واقع‌گرایی خام پشتیبانی می‌کند. در این مطالعه، از دانش آموزان پرسیده شد که آیا حاضرند یک تابلوی ساندویچی که روی آن نوشته شده بود «در رستوران جو غذا بخورید» را در اطراف دانشگاه در دست نگاه دارند؟ سپس از آنها خواسته شد تا نشان دهند که آیا فکر می‌کنند دانش آموزان دیگر این تابلو را می‌گیرند یا خیر و نظر آنها در مورد دانش آموزانی که تمایل به نگه داشتن این تابلو دارند یا نه، چیست. محققان دریافتند دانش آموزانی که با پوشیدن این علامت موافقت می‌کردند، تصور می‌کردند که بیش‌تر دانش آموزان از این تابلو استقبال می‌کنند و همچنین فکر می‌کردند که امتناع از به دست گرفتن این علامت نشان دهنده خصوصیات شخصی همسالان آنها است. برعکس، دانش آموزانی که از گرفتن این تابلو امتناع می‌ورزیدند، تصور می‌کردند که بیش‌تر دانش‌آموزان دیگر نیز امتناع می‌ورزند و پذیرش دعوت آشکارتر از برخی ویژگیهای شخصیتی است.

### اثر رسانه‌ای خصمانه
پدیده ای که به عنوان اثر رسانه‌ای خصمانه شناخته می‌شود، نشان می‌دهد که حزب‌گرایان می‌توانند وقایع خنثی را با توجه به نیازها و ارزشهای خود به‌طور منحصر به فرد ببینند و فرضشان بر این است که کسانی که این رویداد را متفاوت تفسیر می‌کنند، مغرضانه عمل می‌کنند. در یک مطالعه به سال ۱۹۸۵، از دانشجویان طرفدار اسرائیل و طرف‌دار اعراب خواسته شد که اخبار واقعی مربوط به کشتار صبرا و شتیلا، که به سال ۱۹۸۲ اتفاق افتاد را مشاهده کنند (والون، لی راس و لپر، 1985). محققان دریافتند که طرفداران هر دو طرف این پوشش را مغرضانه و به نفع دیدگاه مخالف تلقی می‌کردند و معتقد بودند که افراد مسئول این برنامه خبری عقاید ایدئولوژیک طرف مقابل را دارند.

### مطالعه «ریز گرفتن»
شواهد تجربی بیشتری از واقع‌گرایی خام از پژوهش در مورد «ریز گرفتن در موسیقی» (اصطلاحی در موسیقی به معنی نواختن ضرب روی سطوحی همچون میز با بهره‌گیری از انگشتان دست) توسط الیزابت نیوتن روانشناس در سال ۱۹۹۰ حاصل شد. برای این پژوهش، شرکت کنندگان به دو دسته «ریز گیرنده» و «شنونده» تقسیم شدند. به ریزگیرندگان گفته شد که ریتم یک آهنگ معروف ر ضرب بگیرند و از «شنوندگان» نیز خواسته شد که سعی کنند آهنگ را شناسایی کنند. در حالی که ریزگیرندگان انتظار داشتند شنوندگان حدود ۵۰ درصد، نام آهنگ را حدس بزنند، شنوندگان تنها در ۲٫۵ درصد از موارد قادر به شناسایی آن بودند. این امر از عدم موفقیت در ادراک متقابل از سوی ریزگریندگان و بیش از حد ارزیابی کردن میزان فهم دیگران از «شنیدن» آهنگ، ناشی می‌شود.

### بازی وال استریت
در سال ۲۰۰۴، راس، لیبرمن و ساموئلز از مشاوران ساکن یک خوابگاه دانشجویی خواستند تا دانشجویانی را برای شرکت در یک مطالعه معرفی کنند و مشخص کنند که آیا احتمال دارد که آن‌ها در دور اول بازی کلاسیک تصمیم‌گیری با عنوان معضل زندانی همکاری کنند یا نه. این بازی به یکی از این دو روش به سوژه‌ها معرفی شد: یا از آن به عنوان «بازی وال استریت» یاد می‌شد یا به عنوان «بازی جامعه». محققان دریافتند دانشجویان در شرایط «بازی جامعه» دو برابر بیشتر احتمال همکاری دارند و به نظر نمی‌رسد تفاوتی ایجاد کند که دانشجویان قبلاً به عنوان «همکاری‌کننده» طبقه‌بندی شده بودند یا «همکاری‌نکننده». این آزمایش نشان داد که برچسب بازی بیش از ویژگی‌های شخصیتی افراد در نحوه بازی دانشجویان، بر قدرت استوار است. علاوه بر این، مطالعه نشان داد که مشاوران خوابگاه کمک کافی برای تفسیرهای ذهنی منحصر به فرد بازی ارائه نمی‌کنند.

## عواقب
واقع گرایی خام باعث می‌شود که مردم در اختلافات بین خود و دیگران اغراق کنند. روانشناسان معتقدند که این امر می‌تواند باعث ایجاد و تشدید درگیری شود. همچنین، از طریق چند سازوکار مختلف موانعی را برای مذاکره ایجاد می‌کند.

### نقطه کور سوگیری
از پیامدهای واقع‌گرایی خام به عنوان نقطه کور سوگیری یاد می‌شود که به معنی توانایی تشخیص سوگیری‌های شناختی و انگیزشی در دیگران و عدم توانایی در درک تأثیر سوگیری بر خود است. در مطالعه ای که توسط پرونین، لین و راس (۲۰۰۲) انجام شد، دانشجویان دانشگاه استنفورد پرسشنامه ای را در مورد سوگیری‌های مختلف در قضاوت اجتماعی تکمیل کردند. آنها نشان دادند که نسبت به دانشجویان متوسط چقدر مستعد ابتلا به این سوگیری‌ها هستند. محققان دریافتند که شرکت کنندگان به‌طور مداوم بر این باورند که احتمال سوگیری در شرکت‌کنندگان کمتر از سایر همسالان است. در یک مطالعه بعدی، دانشجویان به پرسش‌های مربوط به خصوصیات شخصی خود (مثلاً میزان ملاحظه داشتن) در نسبت با دیگر دانشجویان، پاسخ دادند. بیش‌تر دانشجویان خود را در بیش‌تر صفات فراتر از حد متوسط ارزیابی می‌کردند که این امر از سوگیری شناختی معروف به عنوان اثر بهتر از حد متوسط پشتیبانی می‌کند. در مرحله بعدی، دانشجویان دریافتند که ۷۰ تا ۸۰ درصد مردم طعمه این سوگیری می‌شوند. وقتی از آنها در مورد صحت ارزیابی خودشان پرسیده شد، ۶۳ درصدشان اظهار داشتند که رتبه‌بندی آنها عینی بوده‌است، در حالی که ۱۳ درصدشان اظهار داشتند که فکر می‌کنند رتبه‌بندی آنها بسیار متوسط است.

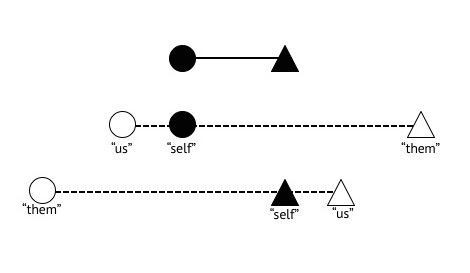
درک. نماهای واقعی (بالا)، درک «دایره» از نماها (وسط)، برداشت «مثلث» از نماها (پایین). (مشابه با الگوهای رابینسون و دیگران. ۱۹۹۵، و راس و وارد، ۱۹۹۶)

### قطبش کاذب
هنگامی که فردی نظرات ما را به اشتراک نگذارد، اصل سوم واقع‌گرایی خام، این اختلاف را به سه احتمال نسبت می‌دهد. فرد یا در معرض مجموعه اطلاعات متفاوتی قرار گرفته و تنبل است یا قادر به نتیجه‌گیری منطقی نیست یا تحت تأثیر تحریف کننده ای مانند تعصب یا منافع شخصی قرار دارد. این مسئله پدیده ای به نام قطبش کاذب را به‌وجود می‌آورد. این پدیده شامل تفسیر دیدگاه‌های دیگران به افراطی بودن بیش از آنچه واقعاً هستند است و منجر به درک بیشتر اختلافات میان‌گروهی می‌شود. (شکل ۱) مردم تصور می‌کنند که مسئله را به‌طور عینی درک می‌کنند و با دقت از چندین منظر می‌نگرند و این درحالی است که طرف دیگر اطلاعات را از بالا به پایین پردازش می‌کند. به عنوان مثال، می‌توان به مطالعه ای که توسط رابینسون و همکاران انجام شد، اشاره کرد. در سال ۱۹۹۶، طرفداران حق زندگی و طرفداران حق گزینش، دیدگاه‌های طرف مقابل را بیش از حد افراطی ارزیابی کردند و همچنین تأثیر ایدئولوژی را بر دیگران در گروه خودشان بیش از حد در نظر گرفتند.

### ارزش‌کاهی واکنشی
این فرض که دیدگاه دیگران، افراطی‌تر از آن چیزی است که به نظر می‌آید، می‌تواند سدی برای حل تعارض ایجاد کند. در یک پژوهش که در دهه ۱۹۸۰ انجام شد، از عابران پیاده که از یک پیاده‌رو عبور می‌کردند خواسته شد تا پیشنهاد خلع سلاح‌های هسته ای را ارزیابی کنند (استیلینگر و همکاران، 1991). به یک گروه از شرکت کنندگان گفته شد که این پیشنهاد توسط رئیس‌جمهور آمریکا رونالد ریگان، مطرح شده‌است؛ در حالی که گروه دیگر فکر می‌کردند این پیشنهاد از طرف رهبر شوروی میخائیل گورباچف ارائه شده‌است. محققان دریافتند که ۹۰ درصد از شرکت کنندگانی که تصور می‌کردند این پیشنهاد از طرف ریگان است از آن حمایت می‌کنند، در حالی که تنها ۴۴ درصد در گروه گورباچف حمایت خود را اعلام کردند. این مسئله از پدیده ای به نام ارزش‌کاهی واکنشی، که به معنی نپذیرفتن توافق رقیب با این فرض که توافق ناشی از منافع شخصی وی بوده یا ارزش کمتری دارد، پشتیبانی می‌کند.

## مطالعه بیش‌تر
- Ross, L., & Ward, A. (1995). Psychological barriers to dispute resolution. Advances in Experimental Social Psychology, Vol. 27., (pp. 255–304). San Diego, CA, US: Academic Press, ix, 317 pp. doi:10.1016/S0065-2601(08)60407-4
- Lilienfeld, Scott O. (2010) 50 Great Myths of Popular Psychology: Shattering Widespread Misconceptions About Human Behavior. Chichester, West Sussex; Wiley-Blackwell.
- Pronin, Emily; Gilovich, Thomas; Ross, Lee (2004). "Objectivity in the eye of the beholder: divergent perceptions of bias in self versus others". Psychological Review. 111 (3): 781–799. doi:10.1037/0033-295X.111.3.781. PMID 15250784.
- Liberman, V.;  et al. (2011). "Naïve realism and capturing the "wisdom of dyads"". Journal of Experimental Social Psychology. 48 (2): 507–512. doi:10.1016/j.jesp.2011.10.016.
- Keltner, Dacher; Robinson, Robert J. (1993). "Imagined Ideological Differences in Conflict Escalation and Resolution". International Journal of Conflict Management. 4 (3): 249–262. doi:10.1108/eb022728.
- Liberman, Varda; Samuels, Steven M.; Ross, Lee (2004). "The Name of the Game: Predictive Power of Reputations versus Situational Labels in Determining Prisoner's Dilemma Game Moves". Personality and Social Psychology Bulletin. 30 (9): 1175–1185. doi:10.1177/0146167204264004. PMID 15359020.
- Ross, Lee (2014). "Barriers to agreement in the asymmetric Israeli–Palestinian conflict". Dynamics of Asymmetric Conflict. 7 (2–3): 120–136. doi:10.1080/17467586.2014.970565.
- Ross, Lee; Nisbett, Richard E. (2011). The Person and the Situation: Perspectives of Social Psychology. Pinter & Martin Publishers. شابک ‎۹۷۸−۱−۹۰۵۱۷۷−۴۴−۸.